# Pernopectinidae
Pernopectinidae zijn een uitgestorven familie van tweekleppigen uit de orde Pectinida.